# Sweep-picking
Sweep picking er en teknik, der hovedsagligt ses inden for brugen af elektrisk guitar. Idéen bag denne teknik er, at venstre hånd bevæger sig op og ned ad gribebrættets bredde i forskellige opbrudte akkorder (eksempelvis fra det tykke til det tynde strengparti eller omvendt), mens højre hånd roligt bevæger sig op og ned ad strengene. Når teknikken har indfundet sig og begge hænder følges ad, tillader den i teorien brugeren at opnå en overordentligt stor fart, og afstanden fra punkt A til punkt B kan opnås på meget kort tid.

E ---------------------8--12--8------------------------

H -----------------10------------10--------------------

G --------------9---------------------9-----------------

D ----------10--------------------------10-------------

A ---7--12----------------------------------12--------

E --------------------------------------------------------

Tab-eksempel på et typisk sweep picking "mønster". Ovenstående er en opbrudt A mol.

| Musik | Spire Denne musikartikel er en spire som bør udbygges. Du er velkommen til at hjælpe Wikipedia ved at udvide den. |